# Фурман Юрій Михайлович
Юрій (Георгій) Михайлович Фурман (20 квітня 1920, м. Кіцмань — 11 лютого 1978, м. Кіцмань, Чернівецька обл.) — український патріот, член ОУН, політв'язень, інженер-технолог.

## Життєпис
Народився в м. Кіцмань у родині селян. Після закінчення місцевої початкової школи, навчався в ліцеї Арона Пумнула, колишній першій державній гімназії в Чернівцях, де в 1939 році склав іспити зрілості, тоді це називалося бакалавратом.
Вищу освіту інженера здобував в Політехнічному інституті в Яссах, тож уникнув жахіть першої совєтської окупації Буковини, з якими зазнайомилися його земляки, починаючи з 28 червня 1940 року.
По виходу на волю після першого арешту в 1942 році, продовжує навчання в Яссах. Після другого арешту в 1946 році та поневірянь в радянських концтаборах 15 вересня 1955 року направлений на збірний пункт при Дубрлагері МВС, звідки 24 квітня 1958 року направлений на поселення в Дніпропетровськ.
Але він не поїхав по направленню, а повернувся до Кіцманя, де ще проживала його мати Марта Фурман. За кілька днів місцева влада і КДБ в ультимативній формі зобов'язали його за 24 години покинути Кіцмань. Того ж вечора, коли Юрій йшов вулицею Кіцманя, була здійснена спроба його вбивства: на темній вулиці його очікувала машина «Бобик», яка намагалася збити його, але йому вдалося врятуватися, забігши до хати своєї товаришки.
Внаслідок погроз фізичної розправи з боку КДБ, Юрій був змушений поїхати в Дніпропетровськ. Не знайшовши в Дніпропетровську роботи, він повертається в Чернівці, де нелегально підробляє штукатуром у знайомих. Через деякий час товариш по гімназії допомагає Юрію влаштуватися на роботу інженером-технологом на консервному заводі в м. Кам'янець-Подільському.
Звідти він час від часу навідувався в Коломию до своїх далеких родичів Ореста та Люби Сухолотюків і Надії Побігущої. В гостях в родини Сухолотюків знайомиться зі своєю майбутньою дружиною — Надією Іванівною Вергун. Її родина і вона теж були репресовані: батько — о. Іван Вергун, священних Михайлівської церкви — 25 +5 років, мати і Надія — по 10 років таборів.
У 1959 році Юрій і Надія Вергун одружилися і тільки після цього Юрій отримав громадянство УРСР. Після одруження залишився жити в Коломиї. В цей же час вступає на заочне відділення Харчового інституту в м. Одеса, який закінчує у 1964 році. До кінця життя працював інженером-технологом на Коломийському консервному заводі.

## Діяльність в ОУН та репресії більшовицької влади
Вже під час навчання в Яссах Юрій Фурман був залучений до українського підпілля ОУН під псевдо «Богдан» і часто виконував функції кур'єра, перевозячи таємні листи з Бухареста до Чернівців. Під час одного з переходів кордону був поранений. В січні 1942 року його було заарештовано румунською спецслужбою «Сигуранца», які під час обшуку знайшли в нього листа Івана Григоровича до Ольги Гузар, який, за пізнішим трактуванням НКВС «був по суті директивною вказівкою по оунівській діяльності і містив заклик до збройної боротьби за встановлення влади ОУН на Буковині». Виявлений лист дав «Сигуранці» підставу провести арешти українських націоналістів обох орієнтацій за звинуваченнями: «підбурення проти безпеки держави» та 31 березня 1942 р. засудити Юрія до 3-х років тюрми. За клопотання батька через рік і кілька місяців Юрія випускають з тюрми.
28 вересня 1946 року під час навчання на останньому курсі Політехнічного інституту в Яссах Ю. Фурмана, громадянина Румунії, заарештувало УКР МДБ Південної групи совєтських військ і вивезло на територію СРСР в Лук'янівське СІЗО м. Києва, де він зазнав і фізичних, і моральних тортур.
Особливою нарадою при МДБ СРСР 20 грудня 1947 року його було засуджено до розстрілу, який потім замінили на підставі ст. 54-6, ч. 2. ст. 54-2 та ст. 54-11 КК УРСР до 15 років позбавлення волі у сталінських таборах за звинуваченням в участі в ОУН. Заслання відбував у Комі в м. Інті та в Кенгірі, де був одним з організаторів табірного повстання.
На підставі Указу Верховної Ради СРСР від 12 вересня 1955 року Юрія звільнили з концтабору і направили на збірний репатріаційний пункт, де він пробув майже три роки, звідки хотів повернутися до Румунії. Але 24.04.1958 р. йому дали направлення в Дніпропетровськ. Через неможливість працевлаштуватися в Дніпропетровську невдовзі переїздить до Чернівців, потім до Кам'янця-Подільського, а згодом до Коломиї, де за ним постійно спостерігає КДБ.
Під час відвідування батьківської хати 11 лютого 1978 року в м. Кіцмань до нього в двері постукали двоє незнайомців. Коли Юрій відчинив, як пошепки розповідали сусіди на його панахиді, незнайомці йому щось пирснули в обличчя. Після цього він намагався дійти до місцевої прокуратури, очевидно щоб заявити про вчинений злочин, але помер на тротуарі навпроти прокуратури.
Похований в м. Коломия на міському кладовищі.
Але на цьому репресії проти родини Юрія Фурмана не зупинилися. У 1981 році його сина Богдана Фурмана мобілізують до радянської армії, він служить у Куйбишеві в «стройбаті», де на початку березня 1982 на нього вчиняють замах на вбивство, який подають як нещасний випадок: його зіштовхують з 4-го поверху будови. Внаслідок падіння він вижив, але зазнав багатьох травм і сильного пошкодження мозку та на решту життя залишився інвалідом I групи.

## Родина
Батько — Михайло Васильович Фурман (20.08.1893, с. Суховерхів — 12.1957, м. Кіцмань). Мати — Марта Михайлівна Снятинчук (25.08.1899, м. Кіцмань — 05.05.1971, м. Коломия). Дружина — Надія Фурман (01.06.1932, с. Янчин (Іванівка) Перемишлянський р-н, Львівська обл. — 07.11.2016, м. Коломия) — медсестра. Діти: син Богдан (12.02.1962, м. Коломия — 06.03.2023, м. Коломия) — інвалід армії I групи; дочка Любов (19.08.1960 р.н., м. Коломия) — викладач фізики.